# 한송학
한송학(韓松鶴)은 조선시대의 명창이다. 경기도 수원에서 태어났다. 당대의 명창이며, 판소리 유파에서 중고제를 개발하였다.